# Crotalaria mildbraedii
Crotalaria mildbraedii är en ärtväxtart som beskrevs av Baker f.. Crotalaria mildbraedii ingår i släktet sunnhampor, och familjen ärtväxter. IUCN kategoriserar arten globalt som livskraftig. Inga underarter finns listade i Catalogue of Life.